# Église Santa Maria delle Grazie (Naples)

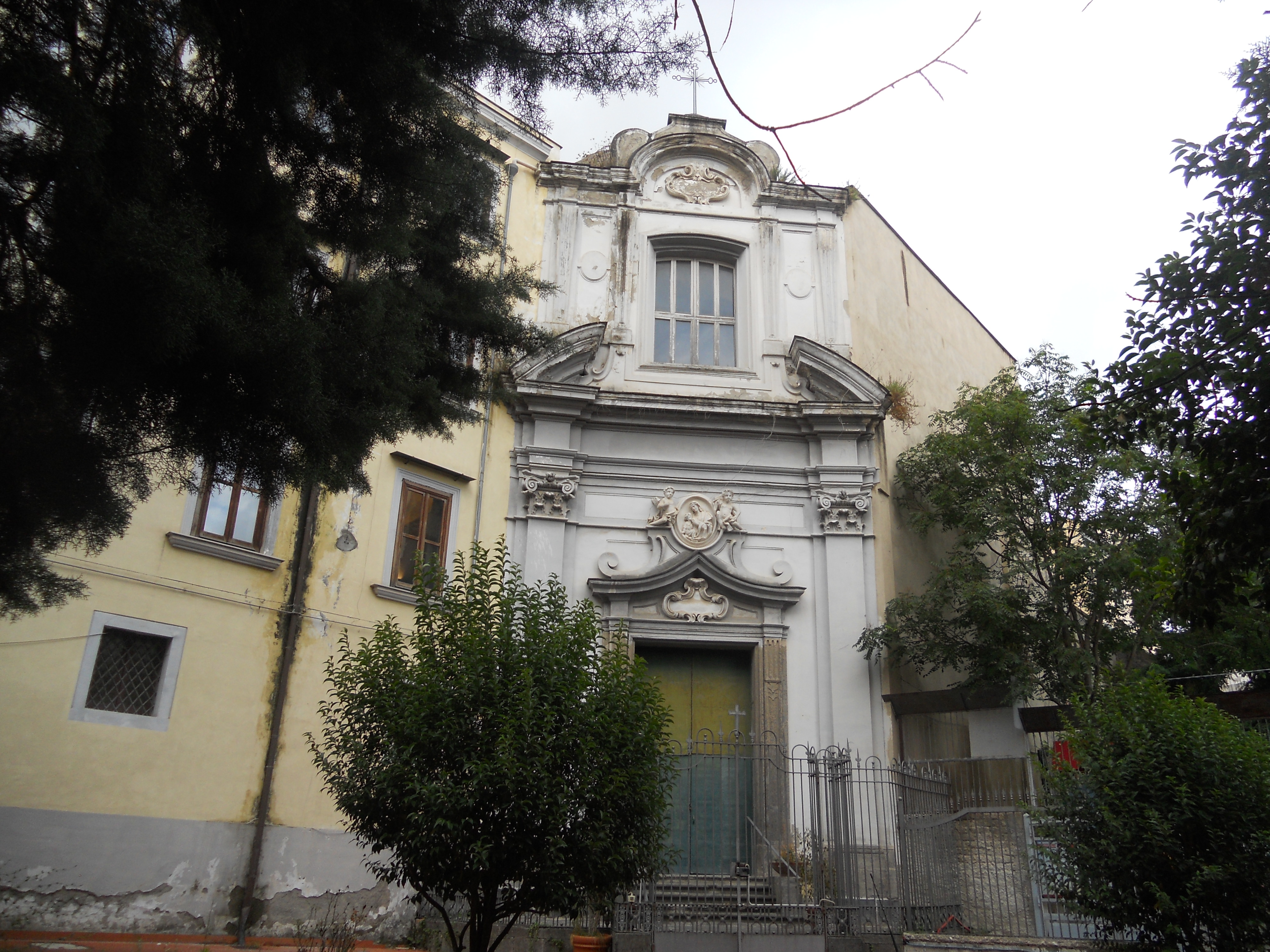
Façade de l'église,

L'église Santa Maria delle Grazie (Sainte-Marie-des-Grâces) est une église baroque de Naples qui donne sur la piazzetta Mondragone.

## Histoire
Une première église est érigée avec une maison pour veuves de la noblesse déshéritée et vierges oblates, toutes les deux fondées en 1653 par la princesse Elena Aldobrandini (1580-1663) qui avait épousé Don Antonio Carafa, prince de Stigliano et duc de Mondragone. Elle est fortement endommagée par le tremblement de terre de 1688. L'église actuelle, typique du  baroque napolitain tardif, est construite entre 1715 et 1723 par l'architecte Arcangelo Guglielmelli qui ajoute une certaine touche romaine. Il décore richement l'édifice de marbres polychromes, remarquables notamment pour les colonnes composites terminées par des chapiteaux dorés. Après la mort de Guglielmelli en 1723, les travaux sont poursuivis par Giovan Battista Nauclerio qui conçoit le fastueux portail de piperno noir, le pavement de majolique et la décoration de stuc.
L'église est aujourd'hui désaffectée au culte et appartient à la fondation Mondragone, fondation à but éducatif (notamment dans le domaine de la couture sous le nom depuis 2003 de Polo della Moda della Regione Campania) et culturel qui occupe le bâtiment de l'ancien couvent de veuves, avec un musée du textile et de l'habillement (Museo del tessile e dell'abbigliamento Elena Aldobrandini ), des locaux d'enseignement, une bibliothèque, etc. On donne désormais des concerts, des récitals et des expositions dans l'église et dans les jardins.

## Description

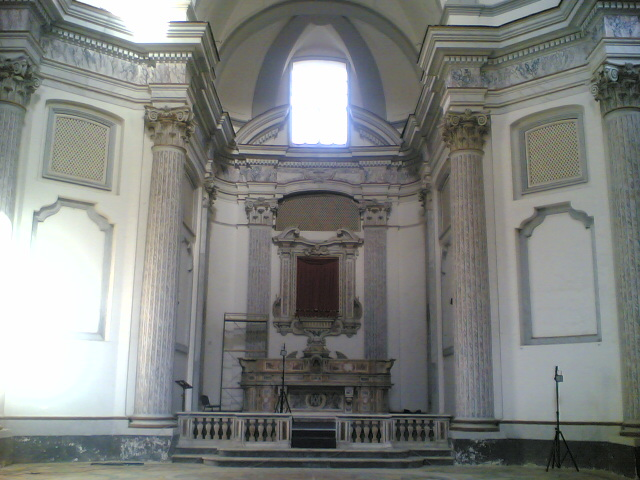
Intérieur de l'église.

Le plan de l'église s'inscrit dans une croix grecque insérée dans un octogone, inspiré de la chapelle du Trésor de Saint Janvier de la cathédrale de Naples, et une coupole centrale comme certaines églises borrominiennes. L'ancienne première petite église devient la sacristie, ouverte à gauche de l'entrée. La façade est dessinée par Nauclerio et elle est raccordée au « ritiro » (c'est-à-dire le couvent des veuves). Le portail est surplombé par un délicat bas-relief représentant une Vierge allaitante (Notre-Dame des Grâces) flanquée de deux angelots.
À l'intérieur, le mur d'autel de stuc est de la main de Giuseppe Scarola, les ornementations des pilastres et de la contre-façade de Giuseppe Ricciardella en 1731. Le maître-autel de marbre (remplaçant l'ancien de stuc) est un chef-d'œuvre dessiné par Ferdinando Sanfelice sur commande de la prieure, Anna Sanfelice, en 1743 et réalisé par le marbrier Domenico Astarita. L'autel de droite est dédié aux épousailles de la Sainte Vierge, et celui de gauche à la Crucifixion.

## Source de la traduction
(it) Cet article est partiellement ou en totalité issu de la page de Wikipédia en italien intitulée « Chiesa di Santa Maria delle Grazie (Piazzetta Mondragone) » (voir la liste des auteurs).